# Claud Allister
Claud beziehungsweise Claude Allister (* 3. Oktober 1888 in London, England als William Claud Michael Palmer; † 26. Juli 1970 in Santa Barbara, Kalifornien) war ein britischer Schauspieler.

## Leben und Karriere
Allister besuchte die Felsted School, eine Public School in Essex. In seiner Jugend arbeitete er kurze Zeit als Angestellter eines Börsenhändlers, ehe er sich der Schauspielerei zuwandte und 1910 sein Theaterdebüt in London gab. 1924 war er mit dem Stück Havoc in der Rolle des Captain Taylor erstmals am New Yorker Broadway zu sehen, wo er bis 1960 noch in sieben weiteren Produktionen auftreten sollte. Mit Beginn des Tonfilms stieg er 1929 in das Filmgeschäft ein, wo er bis zum Jahr 1957 an über 70 Filmen sowie ab den 1950er-Jahren einigen Fernsehserien mitwirken sollte. Dabei spielte er sowohl in britischen als auch in amerikanischen Filmen.
Mit seinem hageren Gesicht und einer länglichen Nase hatte Allister eine markante Physiognomie, die ihn auf komische Charakterrollen festlegte. Oftmals in seinen Filmen mit Monokel und Zylinder ausgestattet, spielte er zumeist Karikaturen eines Briten – besonders oft den hochnäsigen Aristokraten oder bornierten Offizier, manchmal auch den beflissenen Butler. In der frühen Tonfilmzeit erhielt Allister auch einige größere Nebenrollen, etwa als Freund von Ronald Colmans Hauptfigur im Krimi Bulldog Drummond (1929) oder als deutscher Adeliger in Ernst Lubitschs Komödie Monte Carlo (1930). Anfang der 1930er-Jahre spielte er zudem Hauptrollen in einigen Kurzfilm-Komödien. Im weiteren Verlauf seiner Karriere fand sich Allister jedoch nur in Nebenrollen von meist kleinerer bis mittlerer Größe wieder, beispielsweise als stereotyper Engländer neben W. C. Fields in Gib einem Trottel keine Chance (1941) oder in einer seiner letzten Rollen als Diener von Howard Keels Theaterstar in dem Musicalfilm Küß mich, Kätchen! (1953). Bei Disney-Animationsfilmen hatte er Sprechrollen als Sir Giles in Der Drache wider Willen (1941) und als die Wasserratte in Die Abenteuer von Ichabod und Taddäus Kröte (1949).
Allister, der dreimal verheiratet war, verbrachte seinen Lebensabend in Kalifornien und starb 1970 mit 81 Jahren an einer Krebserkrankung.

## Filmografie (Auswahl)
- 1929: The Trial of Mary Dugan
- 1929: Bulldog Drummond
- 1929: Charming Sinners
- 1930: Such Men Are Dangerous
- 1930: Ladies Love Brutes
- 1930: The Florodora Girl
- 1930: Monte Carlo
- 1930: Reaching for the Moon
- 1931: Captain Applejack
- 1931: I Like Your Nerve
- 1931: Vor Blondinen wird gewarnt (Platinum Blonde)
- 1931: The Sea Ghost
- 1931: On The Loose (Kurzfilm)
- 1932: Diamond Cut Diamond
- 1932: The Midshipmaid
- 1933: Sleeping Car
- 1933: Das Privatleben Heinrichs VIII. (The Private Life of Henry VIII)
- 1933: The Medicine Man
- 1934: The Lady Is Willing
- 1934: Those Were the Days
- 1934: The Return of Bulldog Drummond
- 1934: Das Privatleben des Don Juan (The Private Life of Don Juan)
- 1935: Jeden Abend um acht (Every Night at Eight)
- 1935: Der Weg im Dunkel (The Dark Angel)
- 1936: Three Live Ghosts
- 1936: Draculas Tochter (Dracula’s Daughter)
- 1936: Yellowstone
- 1936: Lady Luck
- 1937: Bulldog Drummond at Bay
- 1937: Danger – Love at Work
- 1937: Die schreckliche Wahrheit (The Awful Truth)
- 1938: Kentucky Moonshine
- 1938: Men Are Such Fools
- 1938: Blond Cheat
- 1938: Storm Over Bengal
- 1938: Scotland Yard erlässt Haftbefehl (Arrest Bulldog Drummond)
- 1939: Kettensträfling in Australien (Captain Fury)
- 1940: Lillian Russell
- 1940: Stolz und Vorurteil (Pride and Prejudice)
- 1941: Der Drache wider Willen (The Reluctant Dragon, Sprechrolle)
- 1941: Charley’s Aunt
- 1941: A Yank in the R.A.F.
- 1941: Gib einem Trottel keine Chance (Never Give a Sucker an Even Break)
- 1941: Confirm or Deny
- 1941/45: I Was a Criminal
- 1943: Auf ewig und drei Tage (Forever and a Day)
- 1944: The Hundred Pound Window
- 1945: Kiss the Bride Goodbye
- 1946: Gaiety George
- 1948: Quartett (Quartet)
- 1949: Die Abenteuer von Ichabod und Taddäus Kröte (The Adventures of Ichabod and Mr. Toad, Sprechrolle)
- 1950–1955: Lux Video Theatre (Fernsehserie, 3 Folgen)
- 1952: Hongkong (Hong Kong)
- 1952: Down Among the Sheltering Palms
- 1953: Küß mich, Kätchen! (Kiss Me Kate)
- 1954: Der eiserne Ritter von Falworth (The Black Shield of Falworth)
- 1957: The Gale Storm Show (Fernsehserie, Folge 1x27)